# Памятник Тарасу Шевченко (Алма-Ата)
Памятник Тарасу Шевченко в Алма-Ате — один из памятников украинскому поэту и писателю, воздвигнутый в южной столице Казахстана в 2000 году.

## История
Памятник украинскому поэту Тарасу Шевченко расположен на пересечении проспекта Достык и улицы Шевченко в Медеуском районе Алматы. Выполнен из гранита, который был добыт на Украине — в Житомирской области. Открыт в честь 9-й годовщины Независимости Украины по инициативе украинского посольства в Казахстане и алматинского акимата.
У памятника часто собираются этнические украинцы, проживающие в Алматы, которые проводят здесь памятные мероприятия и творческие вечера. Выполнен в виде волны, из которой выступает голова поэта.
Открытие памятника украинскому кобзарю в Алматы было не случайным: Тарас Шевченко пребывал в Казахстане в военной ссылке, в укреплении Новопетровское на полуострове Мангышлак в Мангистауской области, с запретом рисовать и писать (1850—1857 гг). Теперь этот казахстанский город называется Форт-Шевченко.
Выполнен украинскими скульпторами под руководством Виталия Рыжика.

## Памятник истории и культуры
10 ноября 2010 года был утверждён новый Государственный список памятников истории и культуры местного значения города Алматы, одновременно с которым все предыдущие решения по этому поводу были признаны утратившими силу. В этом Постановлении был сохранён статус памятника местного значения памятнику Шевченко. Границы охранных зон были утверждены в 2014 году.